# Gurki Szent Hemma
Gurki Szent Hemma (kb. 995 és 1000 között – Gurk, valószínűleg 1045. június 29.) karintiai nemesasszony, templom- és kolostoralapító, Karintia védőszentje. A szülés szerencsés kimeneteléért és szembetegségek esetén szoktak könyörögni hozzá.
Hemma 1174 óta a gurki székesegyház kriptájában nyugszik. Tiszteletét 1287. november 21-én engedélyezték, és 1938. január 5-én XI. Piusz pápa szentté avatta. Emléknapja június 27. Ikonográfiai ábrázolása előkelő asszonyként, kéttornyú templom makettjével, okmánnyal és rózsával történik, de gyakoriak az olyan képek is, ahol alamizsnát oszt.

## Élete
Hemmáról kevés történelmileg bizonyítható adat maradt fenn. Hemma családjára csak közvetetten, az örökölt jószágok alapján lehet következtetni. Egy bizonyos Waltuni 895-ben kiterjedt birtokokat kapott ajándékba Karintiai Arnulf római császártól, amelyek később Hemma birtokaihoz tartoztak. A sváb Zwentibold (Zwentibolch), a bajor Luitpolding-ház rokona, két ízben kapott ajándékba 898-ban Arnulftól gazdag birtokokat, mindenekelőtt Gurk tanyát, Zeltschachot és a Gurk-völgyet, majd a Metnitz völgyének felső részét a mellékvölgyekkel együtt.
Ezek a javak a 10. század végén egy bizonyos Imma tulajdonában voltak, aki tehát rokonságban volt a Luitpoldingokkal és távolabbról II. Henrik császárral. 975-ben Imma megkapta II. Ottó német-római császártól azt a jogot, hogy Liedingben vásárt tartson és pénzt veressen, illetve vámot szedjen. Ez a jog átszállt egy alapítandó kolostorra, amely azonban a salzburgi érsek ellenállása következtében soha nem jutott túl az alapítás stádiumán; a vásártartási és pénzverési jogot később Gurk kapta meg, végül a salzburgi érsekek Friesach javára vették igénybe. A név és az örökség alapján Imma Hemma egyenes ági felmenőjének tekinthető, valószínűleg a nagyanyja lehetett.
Hemma szüleire és születésére vonatkozóan nincs forrás. Születési dátumát 995 és 1000 közé teszik; gyakran említik azonban 980-at is. Vilmos friesachi gróf és sanni őrgrófhoz ment feleségül, akit első ízben 1016-ban említenek II. Vilmos néven. Vilmos II. Konrád német-római császár kíséretéhez tartozott, aki a karintiai Adalbero von Eppenstein herceg ellenében vett igénybe. Miután a király megfosztotta hivatalától Adalberót, 1036-ban Adalbero megölte Vilmost.

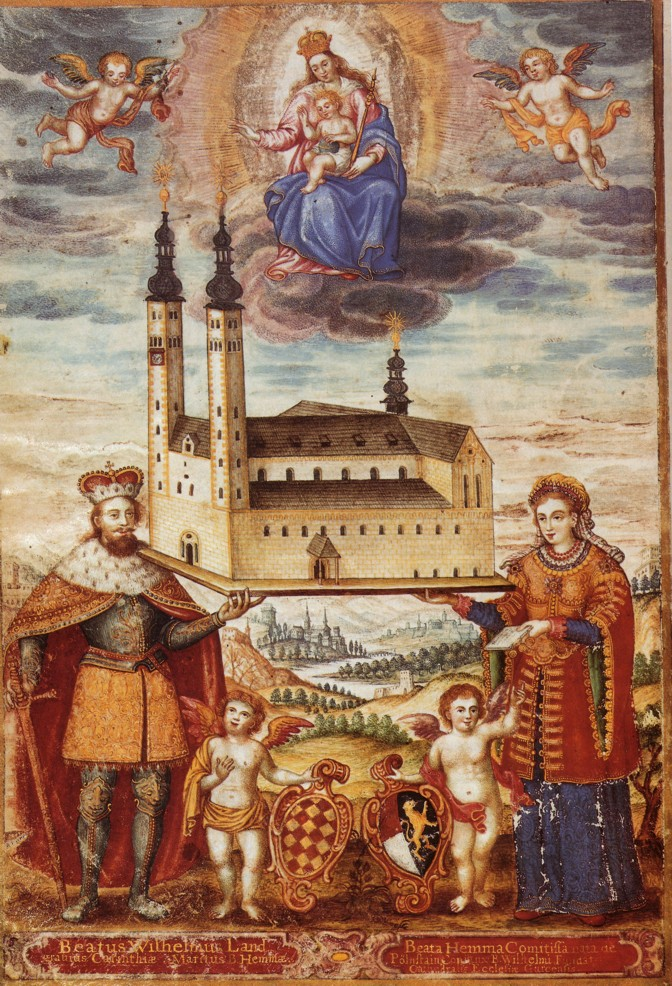
Hemma és Vilmos a gurki testvériség könyvében, 1685

A gurki püspökök Salzburgtól való függetlenedési kísérletei során a 12. században Konrád káplán számos okiratot hamisított, lehetséges, hogy ekkor megsemmisítette a Hemmára vonatkozó eredeti dokumentumokat is. Ezekben a hamisítványokban I. Vilmos Hemma férjeként és II. Vilmos a fiaként jelenik meg, ami azonban az életrajzi adatok alapján nem lehetséges. Hemma fiait illetően nem létezik kortárs forrás. 12. századi források, valamint a Hemma és családjából származó Vilmos és Hartvog neveinek ismerete mindazonáltal hihetővé teszik két fiú feltételezését.
Férjének (és amennyiben léteztek, fiainak) halála után Hemma „korának egyik leggazdagabb asszonya lett.” A nagyanyjától és a férjétől származó örökséggel hatalmas birtokai voltak a Gurk és a Metzitz völgyében, Karintiában Friesach és Völkermarkt körül, Friuliban, Felső-Stájerországban az Enns, Palten és Liesing völgyeiben, Alsó-Stájerországban a Sann völgyében Celje és Vitanje közelében és a Savinja, Száva és Sotla folyók között, valamint Alsó-Krajinában a Száva és a Gurk között.
Hemma két kolostort akart alapítani. Az Enns-völgyi kolostor alapítására szánt jószágokat szerződésben átadta a salzburgi Balduin érseknek. Ennek ellenére az admonti kolostor alapítására csak harminc évvel később, 1074-ben került sor Gebhard salzburgi érsek idejében, Salzburg saját kolostoraként.
Hemma egy 1043-as okirattal saját maga alapította a gurki női kolostort, amely nemes nők számára alapított rend volt, szigorú rendi szabályok nélkül. Az általa alapított templom a mai székesegyháztól nyugatra állt és a 19. században lebontották. Nem bizonyított, de nem is valószerűtlen, hogy maga Hemma laikus nővérként belépett a kolostorba. Hemma halálának napja, június 29. fel van jegyezve az admonti és az ossiachi kolostor illetve Gurk halotti könyveiben. A halál éve nem dokumentált, feltételezhetően 1045-ben, de mindenképpen 1043 után következett be.
Hemma a gurki kolostor mellett további templomokat is alapított. Kilenc templom alapítására van bizonyíték: Gurk, Grafendorf bei Friesach, Lieding, Glödnitz, St. Radegund am Hohenfeld, Lorenzenberg bei Micheldorf, St. Georgen am Weinberg, St. Margarethen bei Töllerberg és St. Lambert/Lambrecht a Haimburgerbergen. Neki tulajdonítják következő templomokat is: Pisweg, St. Georgen bei Straßburg, Hart im Glantal és Wieting.

## Legendája

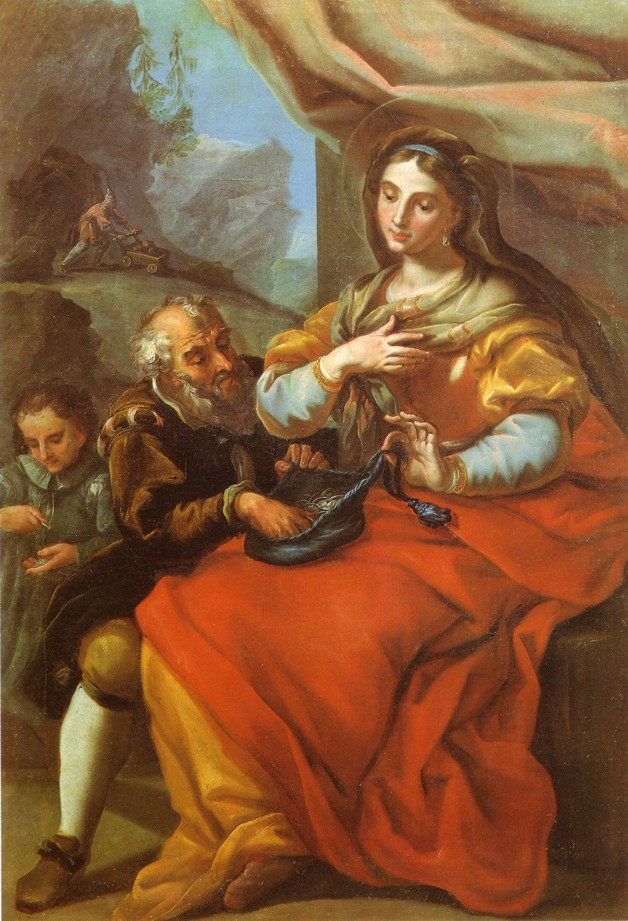
Hemma és a jogos bér legendája, Josef Ferdinand Fromiller, 1739 körül

A legenda szerint Hemma Peilensteinban született Engelbert és Tuta lányaként, főnemesi családban, és II. Henrik császár udvarában nevelkedett, akivel rokonságban állt. Vilmos friesachi gróf és sanni őrgrófhoz ment feleségül. Két fia, Vilmos és Hartwig, egy apródlázadás során vesztették életüket. Vilmos keményen megbüntette a lázadókat, majd zarándokútra indult Rómába. A visszaúton, de már Karintiában halt meg. Az ő emlékére alapította Hemma a gurki székesegyházat és kolostort.
A templom helyét a legenda szerint istenítélettel jelölték ki. Egy építőanyaggal megrakott ökrösszekeret hajtottak fel a Gurk völgyén a székesegyház építéséhez. A mai székesegyház helyén az ökrök megálltak és így jelölték ki azt a helyet, ahol az építmény álljon. A legenda megfelel a Sámuel első könyvében (1Sám 6,7-12) foglalt hagyománynak.
A jogos bérről szóló legenda a templom építésének idejére vonatkozó történetet mesél el: Egy építőmunkás elégedetlen volt a bérével és többet követelt. Hemma, aki saját maga fizette ki a munkások bérét, odatartotta elé az erszényét és felszólította, hogy vegye ki magának a bérét. Amikor a munkás utóbb megnézte, ez pontosan az az összeg volt, amennyi neki járt. Ez a legenda nagyon hasonlít Kunigunda császárnééhoz, amelyet a bambergi székesegyház építéséhez kapcsolnak.

## Tisztelete

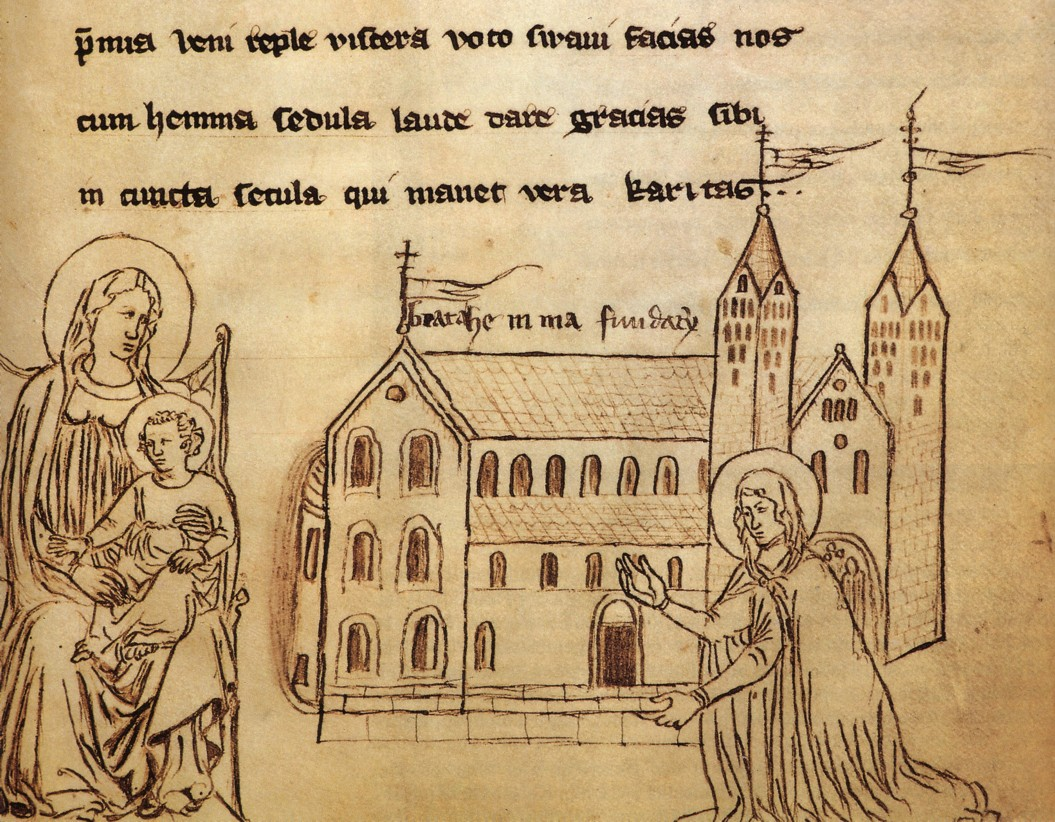
Hemma felajánlja a dómot Máriának, a székesegyház patrónájának; Legenda Beatae Hemmae, 14. század

A Hemma által alapított gurki kolostornak gazdagsága miatt nem jutott hosszú élet. Gebhard érsek 1072-ben megszüntette és a kolostor vagyonát a gurki egyházmegyének juttatta. Hemma tisztelete már kevéssel halála után elkezdődött. Az építkezésekre fordított kiadásai a béreken keresztül javíthatták a lakosság gazdasági helyzetét. A legendák ismételten említik a hitét és az igazságérzetét. Hemma áthelyezése 1174-ben a gurki székesegyház újonnan épített kriptájában akkori szokás szerint boldoggá nyilvánítást jelentett. Ebben az időben a gurki püspökök különösen kihangsúlyozták Hemma alapítói szerepét, mert függetlenné akartak válni a salzburgi érsekektől. Konrád káplán okirathamisítása során a 12. században megsemmisültek az esetlen még létező, Hemmára vonatkozó dokumentumok.
1287-ben a káptalan képviselőinek jelenlétében kinyitották Hemma sírját. A holttest feltalálása (Inventio) 1287. november 21-én később a boldogi mivolt elismerésének (Recognitio) számított. 1359-ben egy Avignonban kiállított okmány szerint 20 püspök hirdetett 40 napos búcsút a Beate Mariae Virginis et Sancte Hemme mise látogatására, ami feltételezte egy saját miseformula  meglétét. A 14. századból maradt fenn egy Officium rhythmicum beatae Hemmae és egy Legenda beatae Hemmae, ezek a legrégebbi Hemma-kéziratok. (Mindkét szöveg, más szövegek mellett a karintiai tartományi levéltár 1/29-es kódexében található.) 1370-től a sírt ismét egy külön felvigyázónő őrizte, amiből gyakori zarándoklátogatásokra lehet következtetni.
1465-től a gurki püspökök Hemma szentté nyilvánítására törekedtek, ez azonban II. Frigyes német-római császár támogatása ellenére sem járt sikerrel. II. Pál pápa egy 1468-as levelében a döntést „kedvezőbb időpontra” halasztotta, amivel ugyan csak a nyári szünet utánra gondolt, mégis négyszáz év lett belőle. A gurki püspök halála, a magyar és török rajtaütések kisiklatták az eljárást. 1494-ig történt néhány kísérlet az eljárás újraindítására. Az eljárás során készült okiratok részben fennmaradtak. A tanúk meghallgatása német és szlovén nyelven történt. Egyes tanúk Krajinából és Alsó-Stájerországból érkeztek Gurkba a meghallgatásra. A 16. századtól kezdve Hemma ünnepét halála évfordulójának előestéjére tették, mivel június 29. Péter és Pál napja volt. A források tanúsága szerint ezen a napon gabonát adományoztak a szegényeknek.
Christoph Jäger St. Lambrecht-i atya negyven év kutatómunka után 1709-ben tette közzé Hemmáról szóló írását az Acta Sanctorum ötödik, júniusi kötetében. Hemma halálának 700. évfordulója alkalmából 1745. június 27-29 között háromnapos ünnepet tartottak. Valószínűleg ekkor került át Hemma emléknapja a ma is érvényes június 27-re. A 800. éves ünnepen 1845. június 29. és július 1. között 10-12 000 zarándok vett részt.
Csak Valentin Wiery püspök (1858-1880) indította újra a szentté avatási eljárást az 1879. december 15-én XIII. Leóhoz intézett kérelmével. Támogatást jelentett Gregor Schellander könyve. Wiery 1881-ben bekövetkezett halála után a fáradozások ismét félretevődtek.
Josef Löw atya kutatásai 1931-től ismét mozgásba hozták az ügyet, amelyet Gurk, Maribor és Ljubljana püspökei támogattak. Végül 1938. január 5-én XI. Piusz pápa kimondta Hemma szentté avatását. 1972-ben június 27-e nem kötelező emléknapként bekerült a német nyelvterület regionális naptárába, valamint a salzburgi és a Graz-Seckau-i egyházmegye naptárába. A Gurk-Klagenfurti egyházmegye naptárában kiemelt ünnepként jelölik. A szlovéniai egyházmegyék misekönyvében Szent Hemma ünnepe 1975 óta nem kötelező emléknapként szerepel.
1988-ban a szenttéavatás 50. évfordulója alkalmából nagy ünnepségekre került sor. A karintiai Straßburg kastélyban Hemma kiállítás nyílt. Június 25-én II. János Pál pápa meglátogatta Gurkot és Hemma sírját. A misére három ország mintegy 70 000 hívője zarándokolt el.

## Ereklyéi
Több tárgyat tisztelnek Hemma ereklyéjeként. Egyikről sem bizonyított, hogy valóban Hemma tulajdonában lettek volna, sőt a kalap és a cipő bizonyíthatóan jóval Hemma halála után készültek.

### Gyűrű és függők
A gyűrű és a függők 1465 óta dokumentumokkal követhetőek. Mindkettő előkelő helyet foglal el Hemma nyilvános tiszteletében.  Mindkét ereklye fekete, átlátszatlan, szabálytalan alakú korund, igénytelen aranyfoglalatban. Azonos kéz műve, de a hiányzó díszítések miatt időben nem lehet besorolni őket. Mindkét korund azonos helyről származik, és egyértelműen nem Európából. Lehetséges, hogy thaiföldi eredetűek.

### Hemma kalapja
A Hemma kalapjaként ismert kalap az 1300 körüli korból származik. Ennek ellenére, mivel két angol kalap mellett a kevésszámú fennmaradt középkori kalapok egyike Európában, nagy kultúrtörténeti jelentőségnek örvend. 1906-ig a zeltschachi plébániatemplomban őrizték, azóta a gurki székesegyház kincstárában található.

### Hemma cipője
Hemma cipője késő gótikus cipő a 15. század közepéről. Magastalpú facipő, fehér bőrrel bevonva. Lehetséges, hogy egy Hemma-szoborra szánt adomány volt. A cipőt a Nassenfuß kastélyban őrizték (ma Mokronog, Szlovénia), de 1946 óta Gurkban található.

## A Hemma-tisztelet helyei

### Karintia

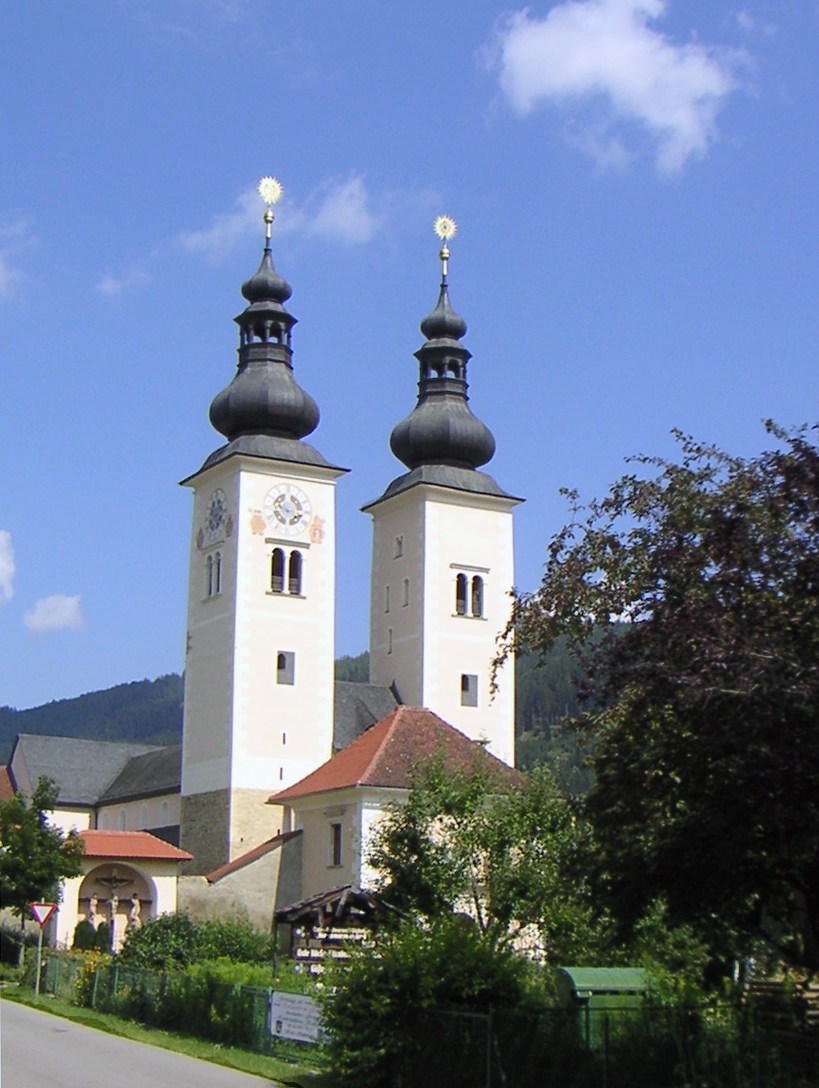
A gurki székesegyház, a Hemma-tisztelet központja

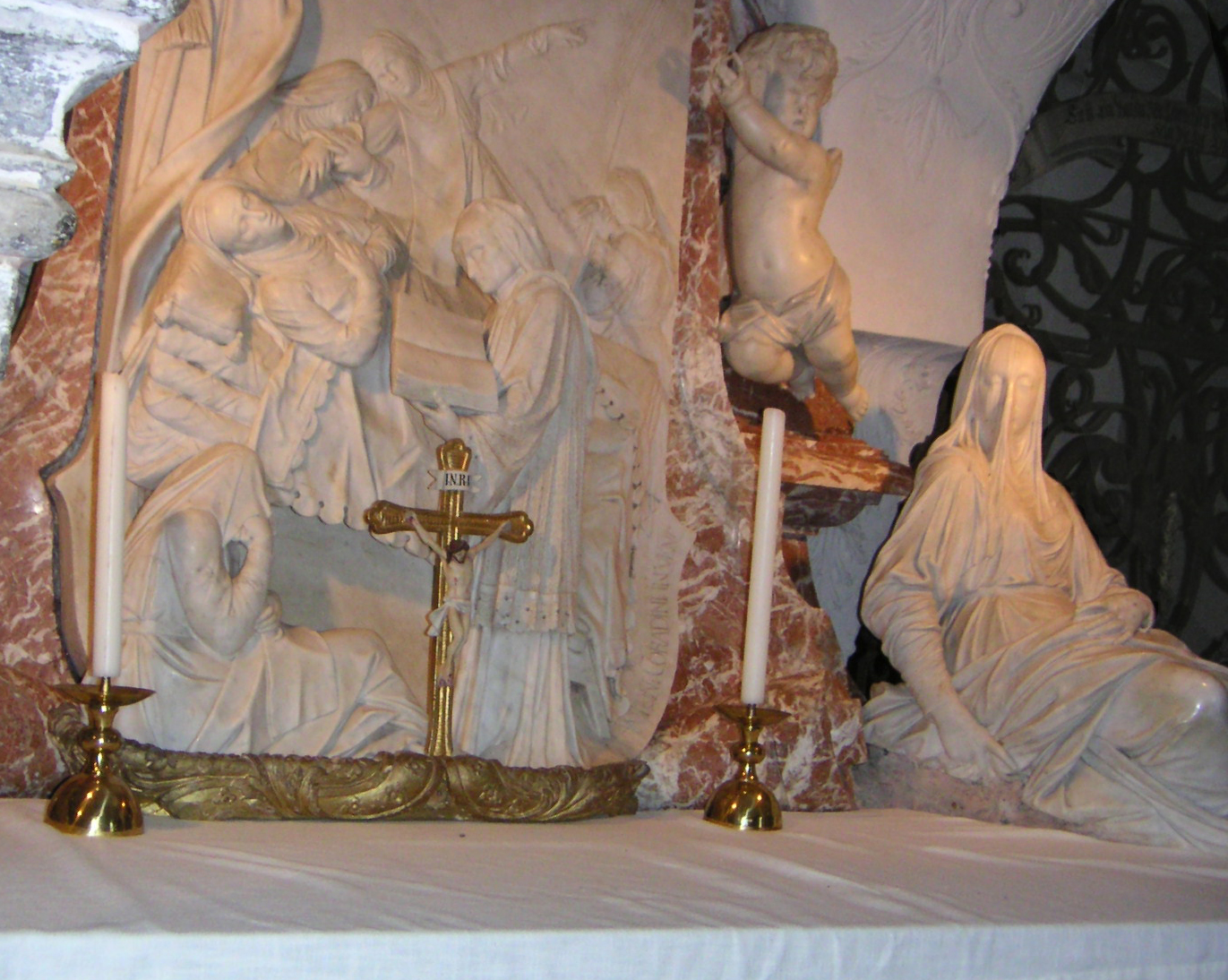
Gurki Szent Hemma síremléke

A Hemma-tisztelet középpontja a gurki székesegyház kriptájárban levő sír. A szarkofág alatti átbújásról úgy tartják, hogy segít a szülésnél. A krita egyik sarkában található a zöld Hemma-kő,  a legenda szerint ezen állva felügyelte Hemma a székesegyház építését. A kövön ülve kívánt kívánságok állítólag teljesülnek. A 17. századig a kő a székesegyház előtt állt.
Gurkba a környékről több zarándoklat is indul. A legjelentősebb az úgynevezett „krajinai vasárnapon”, azaz a húsvét utáni negyedik vasárnapon tartott zarándoklat. Ezt a zarándoklatot első ízben 1609-ben említik a források. Az első világháború után a zarándoklatok abbamaradtak, 1938-ban a szenttéavatást követően újra megélénkültek, majd a második világháború alatt ismét elmaradtak. A legutóbbi években a Szlovéniából és Stájerországból induló zarándokutak, amelyeket egy INTERREG-projekt keretében felfrissítettek, növekvő népszerűségnek örvendenek a határos régiókban.
A Globasnitz melletti Hemma hegyen található Karintia legrégebbi Hemma-temploma. Az 1498-ban épített, 1519-ben felszentelt templom védőszentjei Hemma és Szent Dorottya. Ide helyi zarándoklatok indulnak. A környező településeken, mint például Eberndorf, Köcking, Jaunstein, Kleindorf és Globasnitz Hemma mély tiszteletnek örvend.
Alsó-Karintia sok templomában található Hemmára vonatkozó utalás, ezek között van az 1970-ben épült klagenfurti plébániatemplom, amely az első plébániatemplom Karintiában, amelynek Hemma a patrónája.

### Szlovénia
A Hemma birtokában levő területek, amelyek mai Szlovénia területén találhatóak, évszázadokon át megőrizték Hemma tiszteletét. Rogatecben található a Sveta Ema-plébániatemplom. A 18. században épült templom helyén egy 1463-66 közötti kápolna állt. 1784 óta a Sveta Ema önálló plébánia. Hemma legenda szerinti szülőhelyén (Pilštanj) a Szent Mihály-templomban található egy barokk freskó, amely a fiatal Hemmát ábrázolja a helyi várral a háttérben. Az utóbbi időben a Pilštanjba induló helyi zarándoklatok ismét megélénkültek.
Šentrupert plébániatemplomában a boltív egyik záróköve Hemmát ábrázolja apácaruhában, kulcscsomóval, lánccal és könyvvel. Hemmát a rabok segítőjeként tisztelik. A mokronogi Nassenfuß kastélyban hosszú ideig őrizték és tisztelték az úgynevezett Hemma-cipőt.
Ugyan Felső-Krajinában Gorenjsko Hemmának nem volt birtoka, itt is tiszteletnek örvendett. A Bled, Bohinj és Žiri körüli vidék volt a Gurkba induló Hemma-zarándokutak központja. Bohinjba Hemma tisztelete a német nyelvű telepesek közvetítésével került, itt Hemmát a bányászok védőszentjeként tisztelik. A Žiri melletti Sv. Ana na Ledinici zarándoktemplomban található egy 1770 körüli Hemma-szobor, amely keresztet és láncokat tart a kezében, ami arra utal, hogy Hemma a parasztok és rabok védelmezője.
A maribori Sv. Janeza Krstnika székesegyházban 2005 óta egy Hemma-szobor található.

### Stájerország
Stájerországban a Hemma-kultusz kevésbé elterjedt. A Stubalpen található egy Szent Hemma-templom, amely az edelschrotti plébánia fíliája. Korábban a húsvét utáni második pénteken  zarándoklat indult Edelschrott és Hirschegg irányából a Szent Hemma felé. Stájerországban a legjelentősebb Hemma-emlékhely az admonti kolostor, amelynek az alapítása Hemma kezdeményezésére történt. A kolostor templomában Hemmának szenteltek egy mellékoltárt és egy üvegablakot, egy oszlopot a kolostor kertjében, illetve a Hemma-harangot. 

## Hemma a művészetben

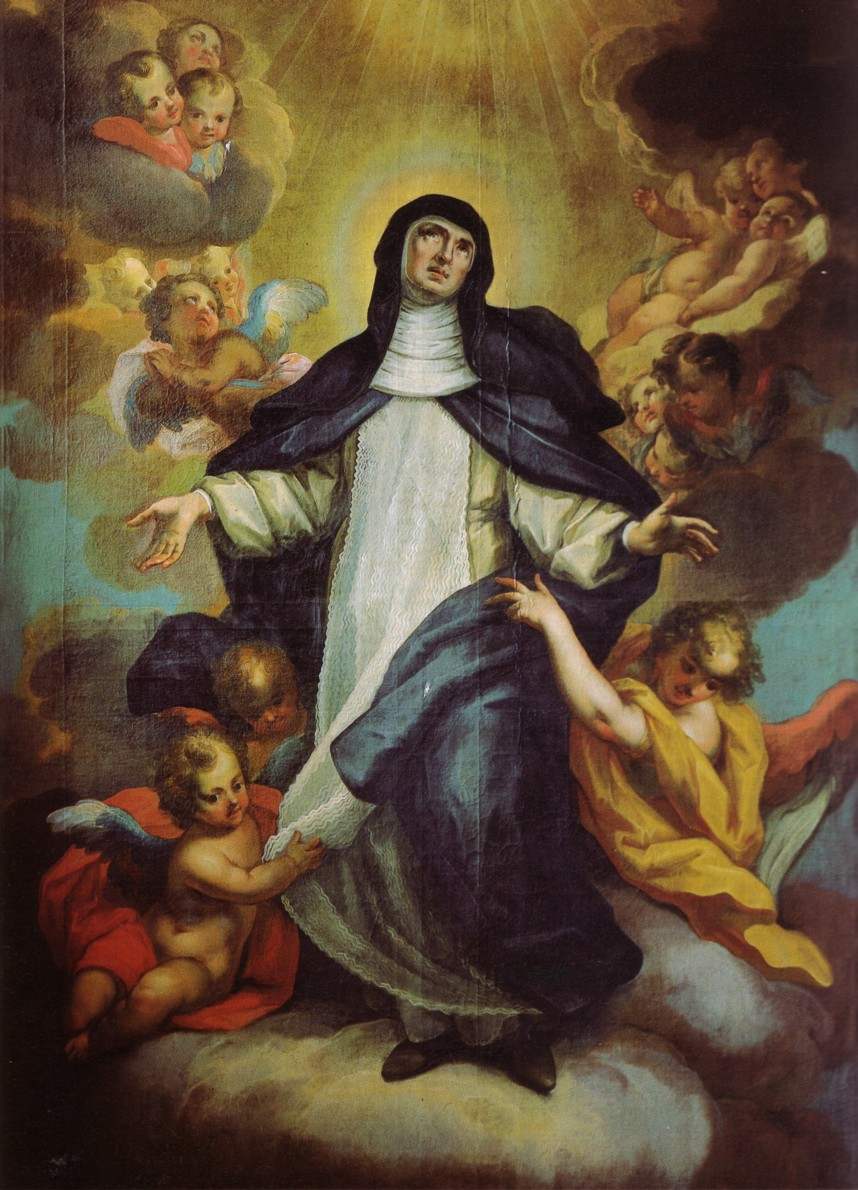
Szent Hemma apoteózisa; J. F. Fromiller 1745, Erzsébet-típus

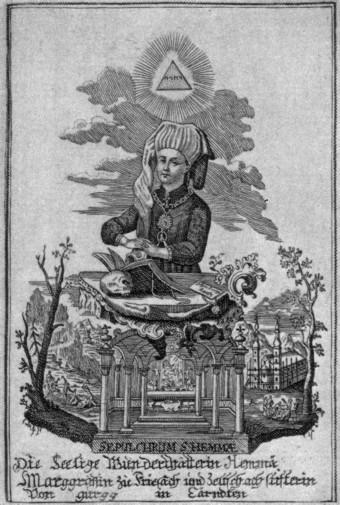
Áhitati kép a 18. századból, Frangepán-típus

Hemma legrégebbi ismert ábrázolása egy 1203-as pecséten látható, amely Hemmát apácaként mutatja be imádkozó testtartásban. Más szóval, kortárs kép nem létezik. A székesegyház nyugati empóriumának püspöki kápolnájában található egy freskó 1260-70-ből, amelyen Hemma Sanni Vilmossal, valamint II. Henrik német-római császárral és ennek feleségével, Luxemburgi Kunigundával látható. További középkori kép található a gurki káptalan egyik 1340-es kéziratában. 1421-ből származik a zweinitzi plébániatemplomban található Szűzanya-freskó, amely Hemmát Szent Lénárt, Szent Kunigunda és Szent György mellett Mária oldalán ábrázolja.
Jelentős hatást gyakoroltak a későbbi Hemma-ábrázolásra az úgynevezett Hemma-reliefek, amelyek 1508 körül Wilhelm von Welzer, a székesegyház prépostja megbízásából készültek. A hat hársfából metszett relief, amelyeket sokszor utánoztak az elkövetkező időszakban, hozzájárult az ábrázolt legendák továbbterjedéséhez. A reliefen ma a gurki székesegyházban találhatóak.
Szent Emma számos ábrázolása az Erzsébet-típust követi. Szent Erzsébethez hasonlóan Hemmát a rend ruhájában ábrázolják, mint például Josef Ferdinand Fromiller olajfestményén. Az apácaalaktól nem mindig különböznek Hemmának özvegyi ruhában való ábrázolásai, például a fent említett reliefeken a templomépítésnél látható. Szintén széles körben elterjedt ábrázolásmód az úgynevezett Frangepán-típus, amely Sebald Bopp 1501 körüli festményére vezethető vissza. A képen a brandenburgi Hattyú-rendet viselő nő látható, aki valószínűleg Frangepán Beatrix grófné, Brandenburg-Ansbach György hitvese. A képet a 17. században Hemmaként értelmezhették, így a barokk kortól kezdve „Krainer Hemma” néven több másolat készült róla.

## Fordítás
- Ez a szócikk részben vagy egészben a Hemma von Gurk című német Wikipédia-szócikk ezen változatának fordításán alapul.  Az eredeti cikk szerkesztőit annak laptörténete sorolja fel. Ez a jelzés csupán a megfogalmazás eredetét és a szerzői jogokat jelzi, nem szolgál a cikkben szereplő információk forrásmegjelöléseként.

## Anémet nyelvűcikk forrásai
Szakirodalom
- Anton Fritz: Das große Hemma-Buch. Hemma von Friesach-Zeltschach, Markgräfin im Sanntal - Stifterin von Gurk und Admont. Klagenfurt 1980.
- Irene Maria Prenner-Walzl: Das Leben der Heiligen Hemma von Gurk und dessen künstlerische Ausdeutung im Laufe der Geschichte. (Diplomarbeit) Universität Graz 1987.
- Josef Till: Hemmas Welt. Hemma von Gurk - ein Frauenschicksal im Mittelalter. Hermagoras/Mohorjeva, Klagenfurt/Celovec 1999, ISBN 3-85013-634-5
- Josef Till: Auf Hemmas Spuren. Hermagoras/Mohorjeva, Klagenfurt/Celovec 2005, ISBN 3-7086-0115-7
- Peter Günther Tropper (Red.): Hemma von Gurk. (Ausstellungskatalog) Carinthia, Klagenfurt 1988, ISBN 3-85378-315-5
- Janos Végh: Die heilige Hemma. Zur Ikonographie der Votivtafel von St. Lambrecht, in: Acta Historiae Artium Academiae Scientiarum Hungaricae XXIV/1978, S. 123-131

Irodalmi feldolgozások
- Gabriele Lamberger: Hemma von Gurk. Die Heilige von Kärnten, Krain und Steiermark. Theaterstück, Saarbrücken 1957
- Dolores Vieser: Hemma von Gurk. Carinthia, Klagenfurt 1999, ISBN 3-85378-505-0